# XM25 IAWS
XM25 IAWS（Individual Airburst Weapon System）は、かつてアメリカ陸軍で開発されていたエアバースト・グレネードランチャー。

## 概要

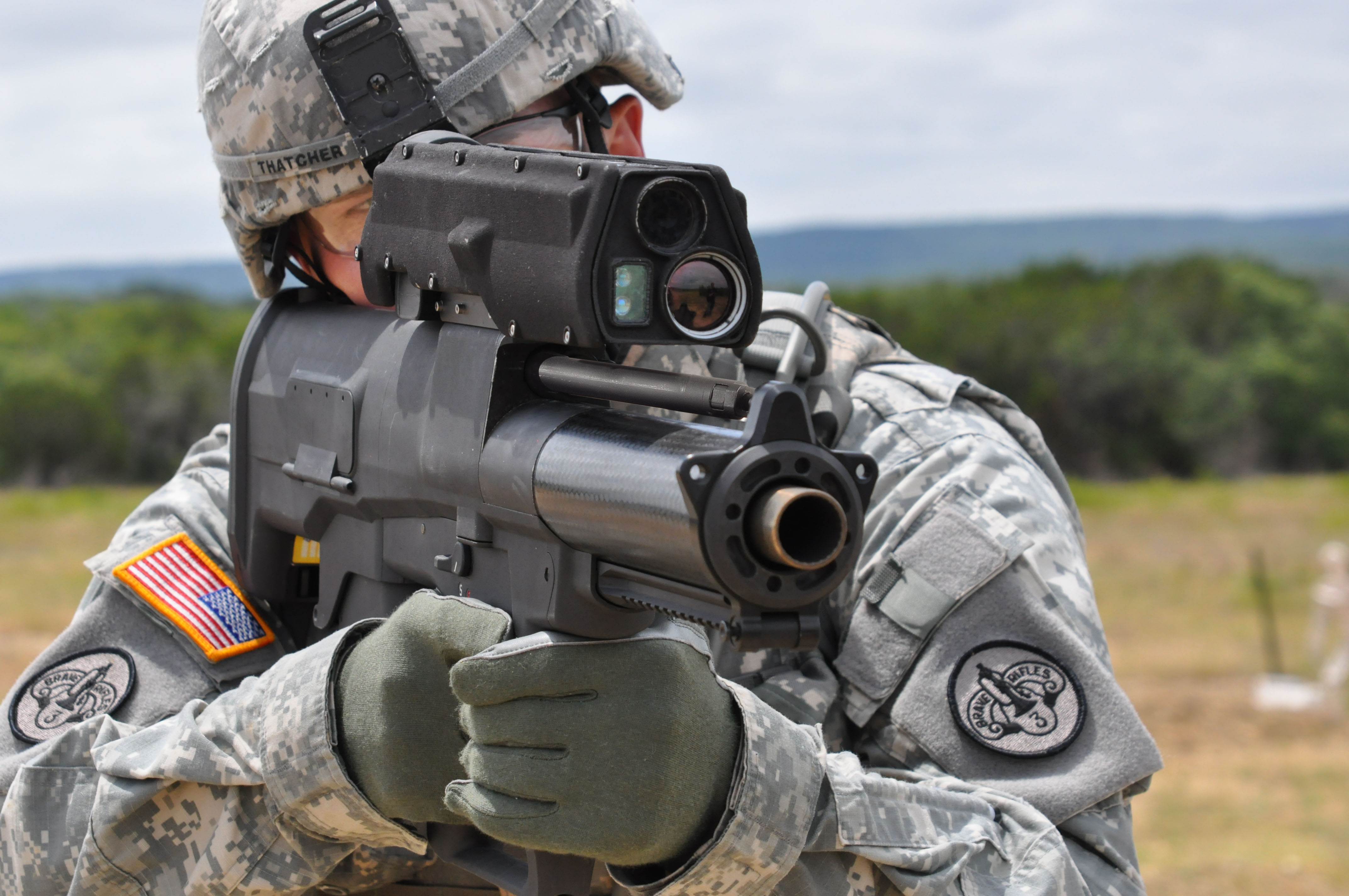
XM25を構える兵士

榴弾を目標の上空で炸裂（曳火）させることで遮蔽物の後ろにいる敵を攻撃できる武器で、開発が中止されたXM29 OICWの派生型として開発された。
アフガニスタンで実施された実戦テストにおける評価は高く、テストが終了して本武器を回収する際に兵士たちが返したがらなかったというエピソードもあるほどで、現地の兵士達からは「パニッシャー（Punisher：罰する者）」というあだ名まで付けられていた。
頭文字のXは試験中の装備を意味している。現在の正式名称はIAWSではなく「Counter Defilade Target Engagement (CDTE) System」となっている。
XM25は、内蔵されたレーザーレンジファインダーで目標までの距離を測定し、射手が目標の前方3m-後方3mまでの間で起爆位置を設定すると、薬室に装填された25mm弾の信管に信管測合機が自動的に起爆位置を入力する。発射後は25mm弾が自らの回転数で飛行した距離を測定して事前に決められた距離に到達すると起爆する。25mm弾は目標の上空で起爆することで、目標が遮蔽物の影や塹壕・建物の中に隠れている場合でも被害を与えることができる。
開発はH&K、アライアント・テックシステムズ、火器管制システムなどを担当したL-3 IOS ブラシアーの3社で行われた。
1丁3万-3万5千ドルで購入された初期型は、2010年8月からアフガニスタンで実戦テストを行っている。アメリカ陸軍は2011年に12,500丁のXM25を1丁2万5千ドルで購入する予定であった。当時は1発1,000ドルするエアバースト弾も、本格的な生産が開始されれば1発35ドル程度まで価格が下がるとされていた。
2013年2月2日、実弾射撃訓練中に爆発事故を起こした。このため、XM25はアフガニスタンでの運用から外された。また、この問題の懸念を受け、2013年6月にXM25の予算が打ち切られた。
その後2015年10月に次期バージョンの開発を発表するなど錯綜した状態が続いていたが、2018年7月24日付けで正式に開発を中止した。

## 構成

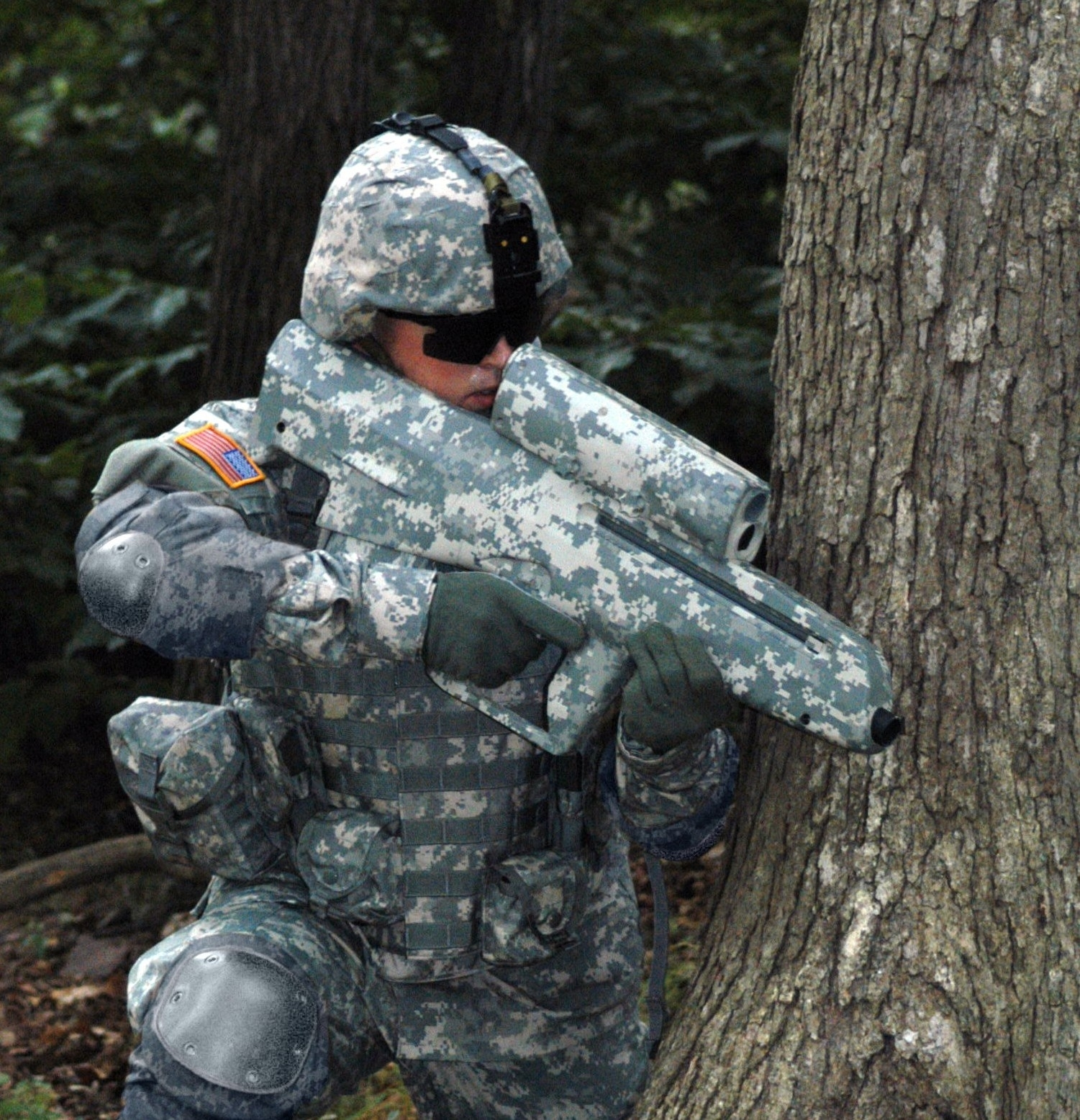
XM25の試作品のひとつ。UCP迷彩で塗装され、ハンドガードにピカティニー・レールが取り付けられていないなど、現在使用されているタイプとは仕様が異なる

- 作動方式：ガス圧作動方式セミオートマチック
- 総重量：6.4kg
- 弾薬：25x40mm低速グレネード
  - サーモバリック弾
  - フレシェット弾
  - 曳火榴弾（HEAB）
  - 低致死性弾
  - 徹甲弾（AP）
  - ドア・ブリーチング弾
  - 訓練用弾
- 目標捕捉/火器管制装置（XM104）
  - 重量: 1.15kg
  - 4倍率ズーム機能付きサーマルサイト
  - 2倍率光学照準器
  - 弾道コンピュータ
  - デジタルコンパス
  - レーザーレンジファインダー
  - 弾薬信管測合機
  - 環境センサー

## 登場作品

### 映画
『エクスペンダブルズ3 ワールドミッション』
アメリカ国防高等研究計画局に所属するマーズが、アメリカ軍兵士たちに本銃の威力を展示するために演習場で使用する。

### アニメ・漫画
『亜人』
「対亜人特選群」の装備として登場する。亜人対策に改良されたテーザーガンやスモークグレネードと共に使用される予定だったが、亜人側のEMP発生装置による妨害により、使用不能となった。

### ゲーム
『コール オブ デューティ モダン・ウォーフェア3』
主人公らデルタフォースの装備品として登場。
『バトルフィールド4』
援護兵専用のガジェットとして登場。
『メタルギアソリッド4』
ACT.4内の北の通信塔3Fにて入手できる。
『フォートナイト』
バトルロイヤルモードのゲーム内武器「近接センサーグレネードランチャー」として登場。